# Cupule (géomorphologie)
Pour les articles homonymes, voir Cupule et Kamenitza.

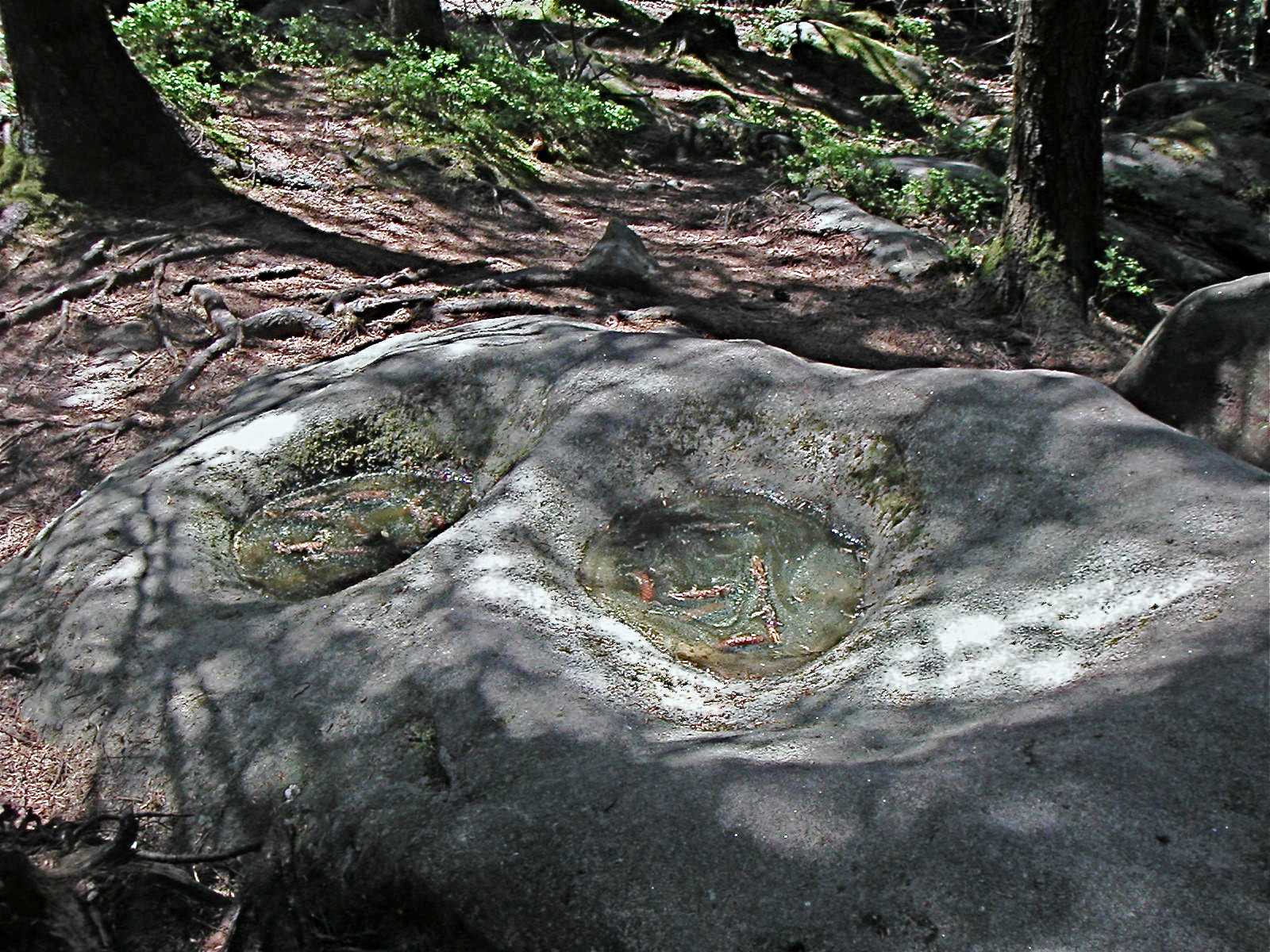
Roche avec deux cupules (Massif vosgien).

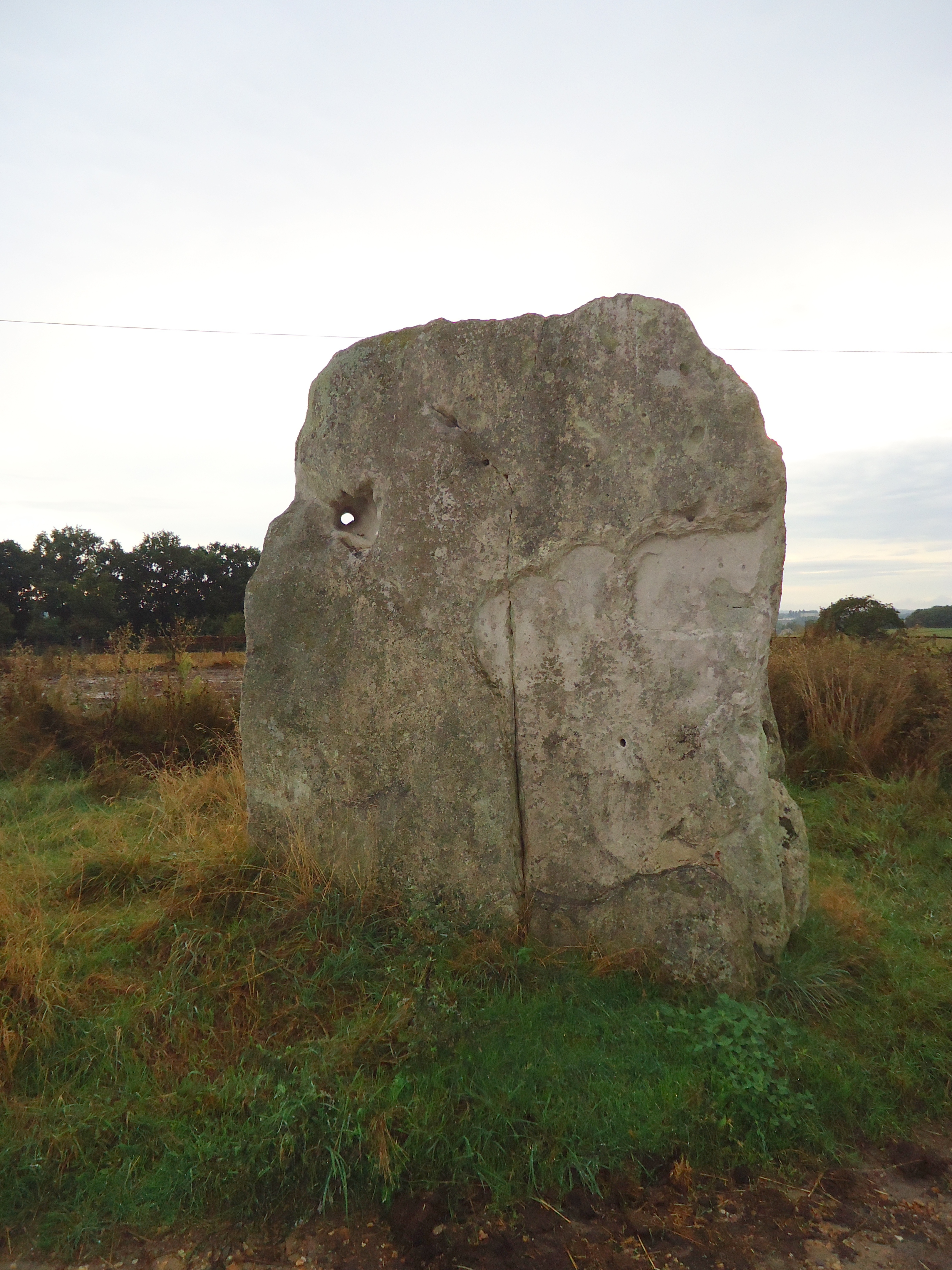
La Pierre Fiche comporte des cupules d'origine géologique, dont une traverse le mégalithe (Duneau).

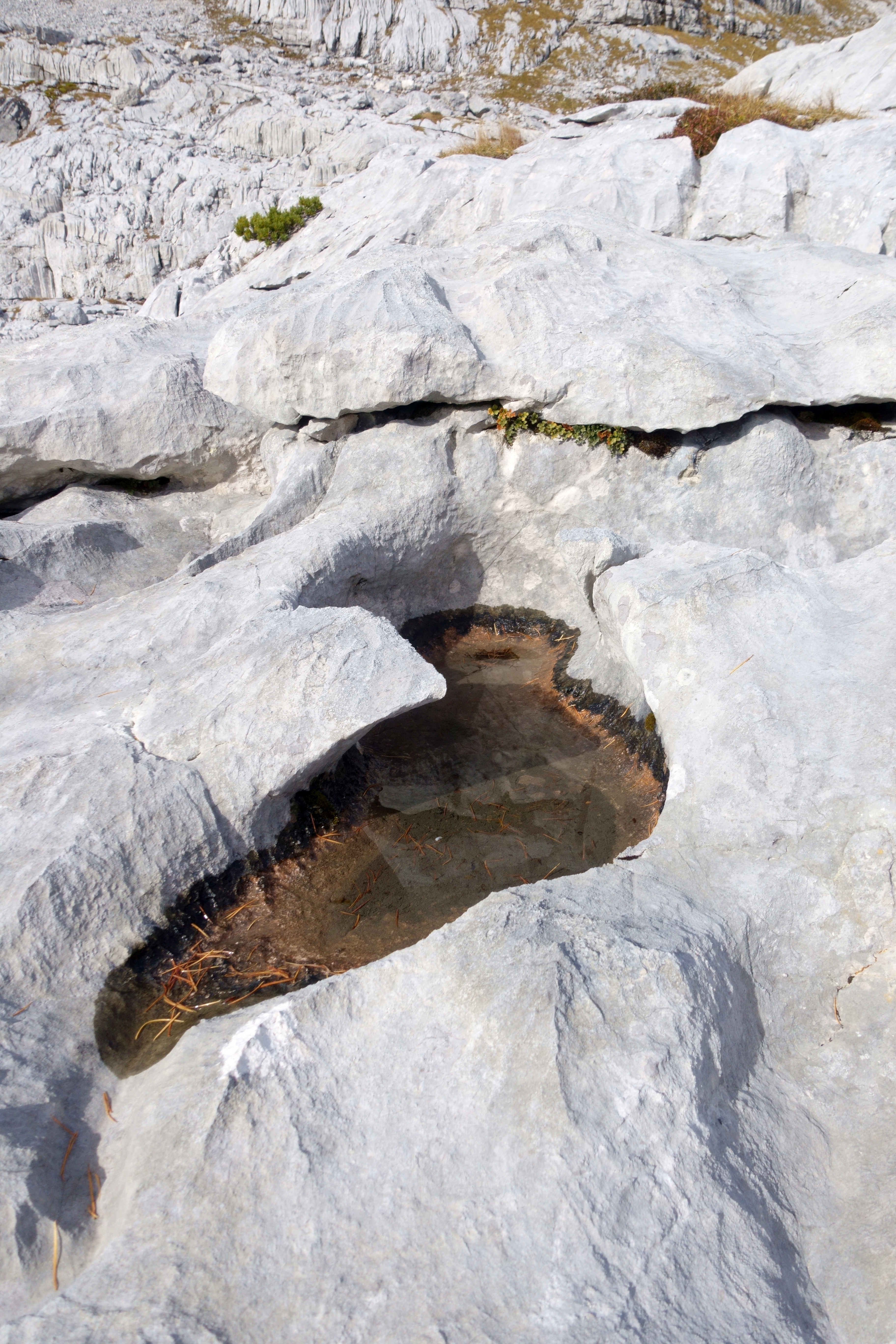
Kamenitza en Massif mort (Autriche).

En géomorphologie, une cupule est une forme en creux de dissolution (en) que l'on trouve sur les surfaces généralement horizontales de certaines roches (voire verticales lorsqu'elles sont redressées), surtout d'origine sédimentaires comme les grès, les conglomérats. Sa forme est généralement ronde, oblongue. En milieu karstique, on parle de kamenitza.

## Description
Les cavités sont plus ou moins profondes. Leurs dimensions sont de l'ordre pluricentimétrique. « Émile Gerlach (1951) parle de cupules pour des cuvettes de 4 (d’ailleurs pourquoi 4 ?) à 15 cm de diamètre, d’écuelles pour des cuvettes de 15 à 35 cm de diamètre et de bassins pour des cavités de plus de 35 cm de diamètre ». 
Les cupules comportent parfois un ou plusieurs chenaux d'écoulement servant de déversoir naturel par où s'écoule l'eau de débordement.

## Origines
La formation des cupules d'origine géomorphologique est attribuée aux phénomènes d'érosion mécanique et chimique dus à la présence quasi permanente d'eau de pluie ou de ruissellement. L'eau stagnante contenue dans les cavités, favorise l'érosion alvéolaire (en) qui peut être accélérée lorsqu'elle est chargée de gaz carbonique et de sels (roches en milieu littoral ou désertique) ou en débris végétaux (donnant des acides humiques qui abaissent le pH de l'eau, ce qui augmente son action corrosive, notamment sur les oxydes de fer servant de ciment entre les grains de silice de certaines roches, par exemple sous la paléo-forêt tropicale des régions de climat tempéré actuel). Par ce processus, extrêmement lent dans le temps, plusieurs cupules voisines peuvent finir par se rejoindre, on parle alors de cupules coalescentes.
D'autres cupules d'origine géologique « sont liées à des causes d’ordre paléontologique (coquilles de fossiles dissoutes dans un second temps), biologique (trous de lithophages ou de pholades) ou stratigraphique : nodules de sable ou de vase disparus après coup. Dans ce cas-là, on ne trouve pratiquement aucune forme sphérique ou régulière et pas de traces de creusement ».
L'imagination humaine, les légendes alimentant notamment la celtomanie, ont attribué à ces formations les origines et les utilisations les plus diverses (voire farfelues) d'où le nom donné à certaines roches : Pierre des sacrifices, Chaudron des Fées, Fontaine aux oiseaux... On ne peut écarter le fait que ces cupules, pour la plupart d'origine naturelle ont pu être utilisées, élargies ou surcreusées, dans un but utilitaire ou culturel, par les peuples qui vivaient dans les environs immédiats.